# Suchołuczczia
Suchołuczczia (ukr. Сухолуччя) – wieś na Ukrainie, w obwodzie kijowskim, w rejonie wyszogrodzkim. W 2001 liczyła 398 mieszkańców.